# 露西·斯塔尼福思
露西·斯塔尼福思（英語：Lucy Staniforth，1992年10月2日—），英国女子足球运动员，场上位置是中场。她曾代表英格兰代表队参加2019年国际足联女子世界杯，结果队伍获得第四名。